# Anastasija Michajlovna de Torby
Contessa Anastasija Michajlovna de Torby, conosciuta come Lady Zia Wernher (Wiesbaden, 9 settembre 1892 – 7 dicembre 1977), era la figlia maggiore del granduca Michail Michajlovič, nipote dello zar Nicola I di Russia e della contessa Sophie von Merenberg. Sua sorella minore era la contessa Nada de Torby, moglie di Giorgio Mountbatten, secondo marchese di Milford Haven, discendente della Casa d'Assia e zio materno del Principe Filippo, duca di Edimburgo.

## Biografia

### Infanzia
Anastasija era la figlia del granduca Michail Michajlovič, nipote dello zar Nicola I di Russia, e di sua moglie, la contessa Sophie von Merenberg, nipote di Aleksandr Sergeevič Puškin.
Come sua madre, era figlia di un matrimonio morganatico e quindi non poteva ereditare titolo e trattamento del padre. In seguito alla fuga d'amore dei genitori ed al relativo esilio dalla Russia, Sophie fu creata contessa de Torby dal granduca Adolfo di Lussemburgo, che in prime nozze aveva sposato una zia di Michail Michajlovič, Elizaveta Michajlovna Romanova, con la possibilità di passare il titolo ai figli.

### Matrimonio

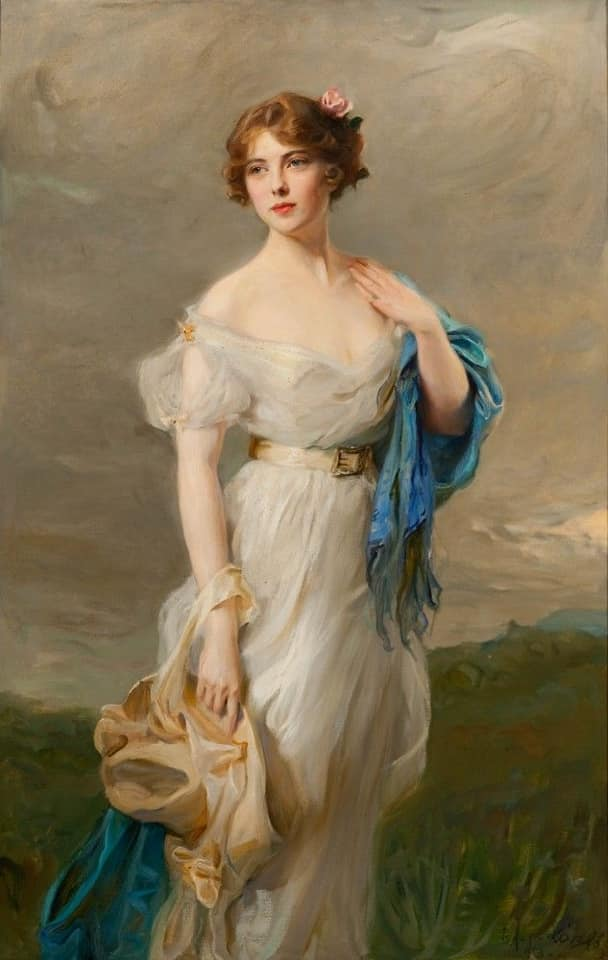
Anastasija de Torby ritratta da Philip de László

Il 20 luglio 1917 nella cappella di St James Palace, Anastasija sposò il Maggior Generale britannico sir Harold Augustus Wernher (1893-1973) e figlio del ricco finanziere sir Julius Wernher, BT, che aveva fatto la sua fortuna coi diamanti sudafricani.
Nel settembre seguente le fu garantito il trattamento e la precedenza della figlia di conte con un Decreto Reale di Giorgio V e l'uso ininterrotto del suo titolo comitale: da allora fu conosciuta come Lady Zia Wernher.
Durante la seconda guerra mondiale, uno dei quartier generali dell'esercito britannico attivo si trovava nella tenuta di Luton-Hu, che apparteneva a suo marito, e lei stessa era a capo del servizio di ambulanza per i soldati.

### Ultimi anni e morte
Nell'aprile 1961, visitò l'Unione Sovietica. A Leningrado visitò il Museo di Aleksandr Sergeevič Puškin, che allora si trovava nel Palazzo d'Inverno, l'appartamento-museo del poeta sulla Mojka.
Morì il 7 dicembre 1977. Era la proprietaria di successo di un allevamento di cavalli purosangue da corsa, vincitrice del British flat racing Champion Owner nel 1955 e nel 1966.

## Discendenza
Anastasija de Torby e sir Harold Augustus Wernher ebbero tre figli:
- George Michael Alexander Wernher (22 agosto 1918-4 dicembre 1942)[2];
- Georgina Wernher (17 ottobre 1919-28 aprile 2011), sposò in prime nozze il tenente colonnello Harold Phillips[3], ebbero cinque figli, e in seconde nozze Sir George Kennard, III Baronetto;
- Myra Alice Wernher (8 marzo 1925-29 luglio 2022), sposò il maggiore Sir David Henry Butter[4], ebbero cinque figli.

## Ascendenza
|                                 |                     |                                       | Genitori                            |  |  | Nonni |  |  | Bisnonni           |  |  | Trisnonni         |  |
|                                 |                     |                                       |                                     |  |  |       |  |  | Nicola I di Russia |  |  | Paolo I di Russia |  |
|                                 |                     |                                       |                                     |  |  |       |  |  | Nicola I di Russia |  |  | Paolo I di Russia |  |
|                                 |                     | Sofia Dorotea di Württemberg          |                                     |  |  |       |  |  | Nicola I di Russia |  |  |                   |  |
| Michail Nikolaevič Romanov      |                     |                                       |                                     |  |  |       |  |  | Nicola I di Russia |  |  |                   |  |
|                                 |                     | Carlotta di Prussia                   | Federico Guglielmo III di Prussia   |  |  |       |  |  |                    |  |  |                   |  |
|                                 |                     | Carlotta di Prussia                   | Federico Guglielmo III di Prussia   |  |  |       |  |  |                    |  |  |                   |  |
|                                 |                     | Carlotta di Prussia                   | Luisa di Meclemburgo-Strelitz       |  |  |       |  |  |                    |  |  |                   |  |
| Michail Michajlovič Romanov     |                     | Carlotta di Prussia                   |                                     |  |  |       |  |  |                    |  |  |                   |  |
|                                 |                     | Leopoldo di Baden                     | Carlo Federico di Baden             |  |  |       |  |  |                    |  |  |                   |  |
|                                 |                     | Leopoldo di Baden                     | Carlo Federico di Baden             |  |  |       |  |  |                    |  |  |                   |  |
|                                 |                     | Leopoldo di Baden                     | Luisa Carolina Geyer di Geyersberg  |  |  |       |  |  |                    |  |  |                   |  |
| Cecilia di Baden                |                     | Leopoldo di Baden                     |                                     |  |  |       |  |  |                    |  |  |                   |  |
|                                 |                     | Sofia Guglielmina di Svezia           | Gustavo IV Adolfo di Svezia         |  |  |       |  |  |                    |  |  |                   |  |
|                                 |                     | Sofia Guglielmina di Svezia           | Gustavo IV Adolfo di Svezia         |  |  |       |  |  |                    |  |  |                   |  |
|                                 |                     | Sofia Guglielmina di Svezia           | Federica di Baden                   |  |  |       |  |  |                    |  |  |                   |  |
| Anastasija Michajlovna de Torby |                     | Sofia Guglielmina di Svezia           |                                     |  |  |       |  |  |                    |  |  |                   |  |
|                                 | Guglielmo di Nassau | Federico Guglielmo di Nassau-Weilburg |                                     |  |  |       |  |  |                    |  |  |                   |  |
|                                 | Guglielmo di Nassau | Federico Guglielmo di Nassau-Weilburg |                                     |  |  |       |  |  |                    |  |  |                   |  |
|                                 | Guglielmo di Nassau | Luisa Isabella di Kirchberg           |                                     |  |  |       |  |  |                    |  |  |                   |  |
| Nicola Guglielmo di Nassau      | Guglielmo di Nassau |                                       |                                     |  |  |       |  |  |                    |  |  |                   |  |
|                                 |                     | Paolina di Württemberg                | Paolo Federico di Württemberg       |  |  |       |  |  |                    |  |  |                   |  |
|                                 |                     | Paolina di Württemberg                | Paolo Federico di Württemberg       |  |  |       |  |  |                    |  |  |                   |  |
|                                 |                     | Paolina di Württemberg                | Carlotta di Sassonia-Hildburghausen |  |  |       |  |  |                    |  |  |                   |  |
| Sophie von Merenberg            |                     | Paolina di Württemberg                |                                     |  |  |       |  |  |                    |  |  |                   |  |
|                                 |                     | Aleksandr Sergeevič Puškin            | Sergej L'vovič Puškin               |  |  |       |  |  |                    |  |  |                   |  |
|                                 |                     | Aleksandr Sergeevič Puškin            | Sergej L'vovič Puškin               |  |  |       |  |  |                    |  |  |                   |  |
|                                 |                     | Aleksandr Sergeevič Puškin            | Nadežda Osipovna Gannibal           |  |  |       |  |  |                    |  |  |                   |  |
| Natal'ja Aleksandrovna Puškina  |                     | Aleksandr Sergeevič Puškin            |                                     |  |  |       |  |  |                    |  |  |                   |  |
|                                 |                     | Natal'ja Nikolaevna Gončarova         | Nikolaj Afanasievič Gončarov        |  |  |       |  |  |                    |  |  |                   |  |
|                                 |                     | Natal'ja Nikolaevna Gončarova         | Nikolaj Afanasievič Gončarov        |  |  |       |  |  |                    |  |  |                   |  |
|                                 |                     | Natal'ja Nikolaevna Gončarova         | Natal'ja Ivanovna Zagrjažskaja      |  |  |       |  |  |                    |  |  |                   |  |
|                                 |                     | Natal'ja Nikolaevna Gončarova         |                                     |  |  |       |  |  |                    |  |  |                   |  |